# スティーブ・ワラック

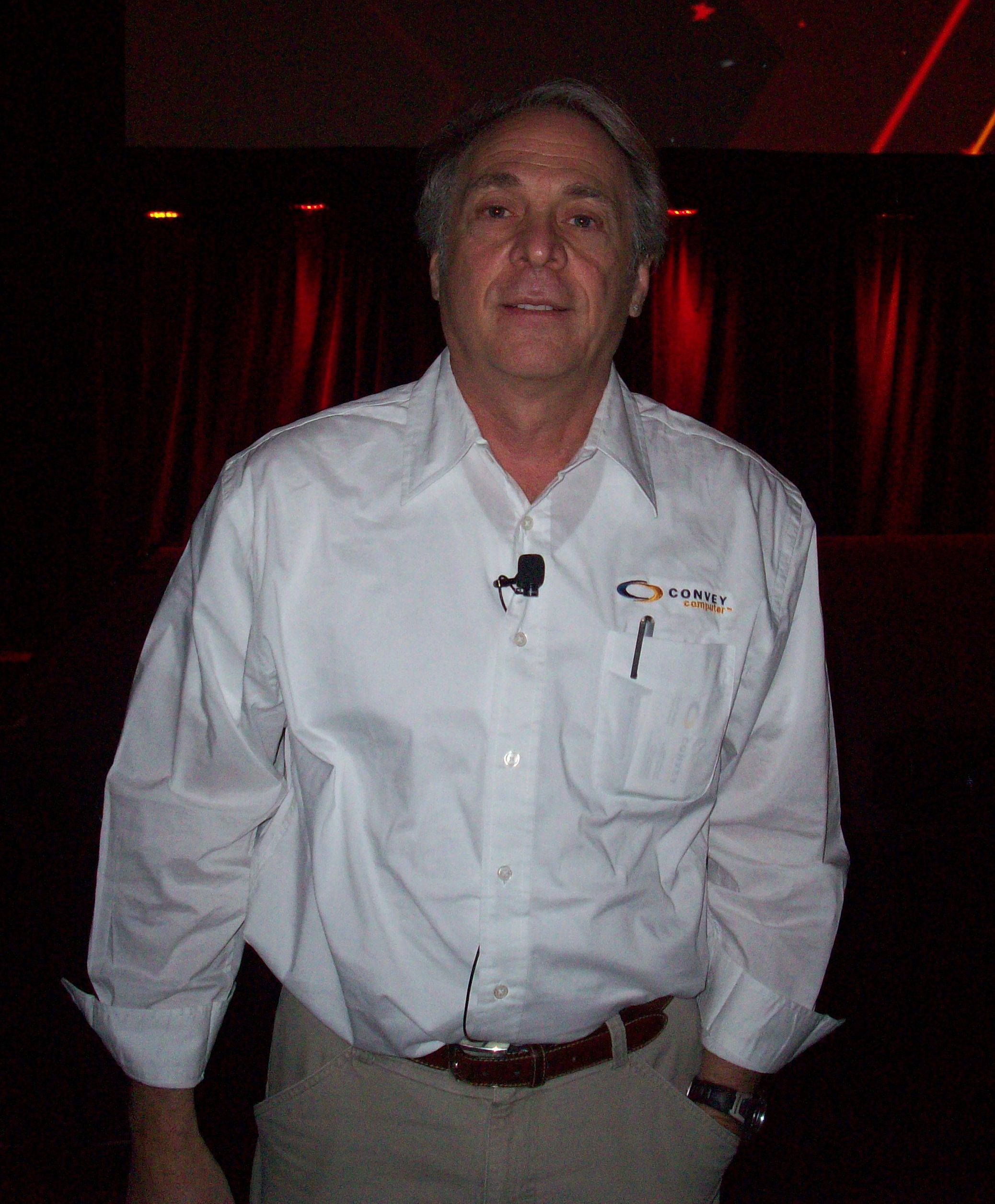
スーパーコンピューティング会議2008のスティーブ・ワラック

スティーブ・ワラック (Steven "Steve" J. Wallach) (1945年9月ニューヨーク州ブルックリン生まれ) は、米国のコンピューターエンジニア、コンサルタント、技術マネージャーである。彼はシーモア・クレイ・コンピュータ・エンジニアリング賞を受賞している。

## 学歴
ワラックは、ブルックリンの工科大学で電気工学の理学士号を、ペンシルベニア大学で電気工学の修士号を、ボストン大学でMBAを取得している。

## キャリア
ワラックは、 Convey Computersの共同創立者兼CTOであった。Micron Technologyが Conveyを買収した後、ワラックはデザインディレクターになった。ワラックは以前、Chiaro Networksの技術担当副社長であり、Convex Computerの共同設立者であり、同社の最高技術責任者であり、開発担当上級副社長でもあった。Hewlett-PackardがConvexを買収した後、ワラックはHewlett-Packardの大規模システムグループの最高技術責任者に就任した。彼はまた、1998年から1999年までライス大学の客員教授を務めた。Convex社の前は、Data General社で先進開発のマネージャーを務めていた。MV/8000での彼の取り組みは、Tracy Kidderのピュリッツァー賞受賞作「The Soul of a New Machine」(邦題: 超マシン誕生)に詳しく書かれている。それ以前は、レイセオン社でエンジニアとして務め、All Applications Digital Computer (AADC) に取り組んでいた。ワラックは40件の特許を保有しており、全米技術アカデミーのメンバーであり、IEEEフェローであり、PITAC (大統領情報技術諮問委員会) の創設メンバーでもある。
現在は、Centerpoint Ventureのパートナー、Sevin Rosen Funds、Interwestの顧問を務めるほか、ロスアラモス国立研究所の米国エネルギー省先端科学コンピューティング (ASC) プログラムのコンサルタントを務めている。

## 受賞歴
ワラックは、「革新的なベクトルおよび並列コンピューティングシステム、特にConvexミニスーパーコンピュータシリーズの設計を通じたハイパフォーマンスコンピューティングへの貢献、産業界での卓越したキャリア、および公共サービスへの貢献」が評価され、2008年Seymour Cray Computer Science and Engineering Award (英語版) を受賞した。2002年には、IEEE Computer Society Charles Babbage Award (英語版) を受賞した。

## 参照項目
1. 1 2  “Steve Wallach - IEEE Computer Society”.  IEEE Computer Society. 2020年10月19日閲覧。
2. ↑  Kidder, Tracy. The Soul of a New Machine. Back Bay Books, 2000. ISBN 0-316-49197-7
3. ↑  Mark Smotherman. “CPSC 330 / DG Eagle MV/8000 / The Soul of a New Machine”. 2020年10月19日閲覧。